# Comtat de Peralada
El comtat de Peralada és un títol nobiliari concedit el 1599 pel rei Felip III de Castella a favor de Francesc Jofre I de Rocabertí i de Pacs, vescomte de Rocabertí i senyor de Requesens. El 1703 el rei Felip V de Castella li atorgà la grandesa d'Espanya a la persona de Guillem Manuel I de Rocabertí, sisè comte de Peralada i net de Francesc Jofre.
Per a la successió dels comtes de Peralada, vegeu Vescomtat de Rocabertí, excepte pel període 1912-1979:
Sureda
- Josepa Sureda i Fortuny (1912-1955)

Montaner
- Antoni de Montaner i Sureda (1955-1979)

A la mort d'aquest darrer el comtat de Peralada passà al titular del vescomtat de Rocabertí, és a dir, al seu fill Pere de Montaner i Cerdà.